# Hypopyra enmonodiana
Hypopyra enmonodiana är en fjärilsart som beskrevs av Embrik Strand 1914. Hypopyra enmonodiana ingår i släktet Hypopyra och familjen nattflyn. Inga underarter finns listade i Catalogue of Life.